# Hjortronharu
Hjortronharu är en ö nära Husskär i Nagu,  Finland. Den ligger i Skärgårdshavet i Pargas stad i den ekonomiska regionen  Åboland i landskapet Egentliga Finland, i den sydvästra delen av landet. Ön ligger omkring 3 kilometer norr om Husskär, 24 kilometer sydost om Nagu kyrka, 51 kilometer söder om Åbo och omkring 160 kilometer väster om Helsingfors. Närmaste allmänna förbindelse är förbindelsebryggan vid Knivskär som trafikeras av M/S Nordep.
Öns area är 11,3 hektar och dess största längd är 490 meter i nord-sydlig riktning. Ön höjer sig omkring 25 meter över havsytan.